# ObZen
| Совокупная оценка | Совокупная оценка                                                        |
| Источник          | Оценка                                                                   |
| ----------------- | ------------------------------------------------------------------------ |
| Metacritic        | 83/100                                                                   |
| Оценки критиков   |                                                                          |
| Источник          | Оценка                                                                   |
| AllMusic          | 4 из 5 звёзд · 4 из 5 звёзд · 4 из 5 звёзд · 4 из 5 звёзд · 4 из 5 звёзд |
| Alternative Press | 4 из 5 звёзд · 4 из 5 звёзд · 4 из 5 звёзд · 4 из 5 звёзд · 4 из 5 звёзд |
| The Aquarian      | A+                                                                       |
| The A.V. Club     | A                                                                        |
| Blabbermouth      | 9/10                                                                     |
| Exclaim!          | favorable                                                                |
| IGN               | 7/10                                                                     |
| Zero Tolerance    | 5.5/6.0                                                                  |

obZen — шестой студийный альбом шведской мат-метал группы Meshuggah, выпущенный 7 марта 2008 года лейблом Nuclear Blast. За первую неделю было продано 11 384 копий obZen. К 19 сентября было продано более 50 000 копий.

## Об альбоме
В интервью журналу Revolver, Хааке сообщил что obZen будет похож на Catch Thirtythree. Изначально альбом планировалось выпустить в ноябре 2007 года, однако из-за его затянувшейся записи релиз был отложен на следующий год.
На obZen Томас Хааке перестал использовать драм-машину и Drumkit from Hell, записав партии ударных самостоятельно. На песню «Bleed» был снят клип.

## Список композиций
| №  | Название                         | Музыка          | Длительность |
| -- | -------------------------------- | --------------- | ------------ |
| 1. | «Combustion»                     | Thordendal      | 4:08         |
| 2. | «Electric Red»                   | Hagström, Haake | 5:51         |
| 3. | «Bleed»                          | Thordendal      | 7:22         |
| 4. | «Lethargica»                     | Hagström        | 5:47         |
| 5. | «Obzen»                          | Hagström        | 4:24         |
| 6. | «This Spiteful Snake»            | Hagström, Haake | 4:52         |
| 7. | «Pineal Gland Optics»            | Thordendal      | 5:12         |
| 8. | «Pravus»                         | Hagström        | 5:10         |
| 9. | «Dancers to a Discordant System» | Thordendal      | 9:36         |

## Участники записи
- Йенс Кидман — вокал
- Фредрик Тордендаль — гитара
- Дик Лёвгрен — бас-гитара
- Томас Хааке — ударные, вокал на «Dancers to a Discordant System», оформление
- Мортен Хагстрём — гитара, бас-гитара, микширование[10]